# Hylaeamys
Hylaeamys (Гілеаміс) — рід південноамериканських гризунів з родини Хом'якові (Cricetidae), яких можна знайти в основному в лісових вологих районах на схід від Анд. Вони найбільш тісно пов'язані з Euryoryzomys, Transandinomys, Nephelomys, Oecomys і Handleyomys. Вони відрізняються від членів Euryoryzomys повністю темним або нечітко двоколірним хвостом (на відміну від чітко двокольорового забарвлення хвоста Euryoryzomys), від членів Transandinomys, тим що мають короткі вібриси над очима, котрі не позширюються за вуха

## Етимологія
грец. ὕλη — «дрова», грец. μῦς — «миша».

## Опис
Малого розміру, з довжиною голови і тіла між 99 і 174 мм, довжина хвоста від 82 до 162 мм і масою до 97 гр. Вони характеризуються наступною зубної формулою: I 1/1, C 0/0, P 0/0, M 3/3 = 16.
Шерсть коротка і щетиниста. Спинна частина від коричневого до сіро-палевого кольору, а черевна частина біла з основою волосся сірого кольору. Вуса відносно короткі. Великі вуха. Задні ноги довгі й тонкі і є пучки при основі кігтів. Хвіст такий же довгий як голова і тіло і трохи двоколірний.

## Проживання
Основним місцем проживання роду є рівнинні тропічні ліси Південної Америки, від Колумбії до Болівії й південної Бразилії. 